# Malinówka (obwód grodzieński)
Malinówka (biał. Малінаўка, Malinauka; ros. Малиновка, Malinowka; pol. hist. Malinówka Litwiańska) – chutor na Białorusi, w obwodzie grodzieńskim, w rejonie ostrowieckim, w sielsowiecie Ryteń.

## Historia
W dwudziestoleciu międzywojennym zaścianek leżący w Polsce, w województwie wileńskim, w powiecie święciańskim, w gminie Kiemieliszki.
Po II wojnie światowej w granicach Związku Sowieckiego. Od 1991 w niepodległej Białorusi.